# 嬬恋郷土資料館
嬬恋郷土資料館（つまごいきょうどしりょうかん）は、群馬県吾妻郡嬬恋村にある村営の資料館である。

## 概要
1983年（昭和58年）に開館。開館当時から嬬恋村直営の公営資料館。1783年（天明3年）に起きた浅間山の天明大噴火に起因する大規模な土石なだれによって埋没した「鎌原村（現在の嬬恋村大字鎌原地区）」の資料や絵図、発掘した民家の出土品などが中心に展示されており、火山災害と江戸時代の人々の生活文化を垣間見ることができる。嬬恋村の歴史を語る上では欠かせない「天明3年の浅間山大噴火」による大災害とその復興を伝承していくことがテーマともなっている。また、縄文時代の遺跡から出土した土器類の常設展示は、嬬恋村に古くから人が生活していたことを証明するもので、当時から信州（長野県）との交流が盛んに行われていたこともわかる。その他、嬬恋村特産のキャベツについての解説資料が展示されている。
- 入館料は（1名あたり）、大人300円（団体240円）、こども150円（団体120円）※団体は30名以上。
- 休館日は、毎週水曜日（祝日の場合は木曜日）、年末年始（12月27日から1月4日）※ただし、7月と8月は無休。

所在地は、群馬県吾妻郡嬬恋村大字鎌原494番地

## 文化財
常設展示されている「今井東平遺跡注口土器2点（黒色磨研注口土器）」は、縄文時代（紀元前1500年頃）に作製されたもので、群馬県の重要文化財に指定されている（1997年（平成9年）3月28日指定）。土器は大小の2個一組で、形成の段階で表面を磨くように滑らかに仕上げ、黒色に焼き上げてあるのが特徴的で、大きさも一定の法則をもって作製されている（縦横比が1:1.4、大小の比率も1:1.4）。全国的にも珍しく貴重なものとされており、完全な状態で出土したために補修などは一切していない。

## 交通アクセス
鉄道、バス利用
- JR吾妻線万座・鹿沢口駅より西武観光バス「軽井沢駅行き」で『鎌原観音堂前』下車徒歩1分。
- 北陸新幹線・しなの鉄道軽井沢駅より、西武観光バス「草津温泉行き」または、「万座温泉行き」で『鎌原観音堂前』下車徒歩1分。

自動車利用
- 関越自動車道「渋川伊香保インターチェンジ」から国道17号、353号、145号、144号経由で約90分。
- 上信越自動車道「碓氷軽井沢インターチェンジ」から国道18号、146号、浅間白根火山ルート（鬼押しハイウェー）経由で約60分。